# MGMT
MGMT é uma banda de indie rock estadunidense formada em 2002 em Middletown, Connecticut. Foi criada pelos multi-instrumentistas Andrew VanWyngarden e Ben Goldwasser. Além de VanWyngarden e Goldwasser, a formação ao vivo do MGMT atualmente conta com o baterista Will Berman, o baixista Simon O'Connor e o guitarrista e tecladista James Richardson.
Originalmente contratados pelo recém formado selo Cantora Records pelo seu cofundador Will Griggs, o MGMT posteriormente gravou para a Columbia e RED Ink em 2006 e lançaram seu álbum de estreia, Oracular Spectacular, no ano seguinte. Após o lançamento de Oracular Spectacular Asti, Richardson e Berman juntaram-se à banda em estúdio para gravar Congratulations, que foi lançado em 13 de abril de 2010. Em janeiro de 2011 eles começaram a trabalhar em seu homônimo terceiro álbum de estúdio. Foi lançado em exclusivamente na Rdio em 9 de setembro de 2013 e no dia 17 de setembro de maneira internacional. O quarto álbum de estúdio do grupo, Little Dark Age, foi lançado em fevereiro de 2018. A partir de 2019, a dupla começou a produzir música independente. Ainda neste ano, lançaram a canção "In the Afternoon" como seu primeiro single totalmente independente.
Em 5 de outubro de 2007, a revista Spin nomeou o MGMT "Artista do Dia". A Rolling Stone os colocou entre dez "Artistas para Ficar de Olho" em 2008 e colocou Oracular Spectacular em sua lista dos 500 Melhores Álbuns de Todos os Tempos. Eles ainda ficaram em nono lugar na pesquisa dos dez melhores artistas de 2008 pela BBC. Eles também foram anunciados pela Last.fm como o novo artista mais ouvido do ano. Nos Grammy Awards de 2009, o remix de "Electric Feel" feito pela banda Justice venceu na categoria Melhor Gravação Remixada. O grupo foi indicado a Artista Revelação e "Kids" foi indicada a Melhor Performance Pop por uma Dupla ou Grupo nos Grammy Awards de 2010.

## História

### Formação
Ben Goldwasser e Andrew VanWyngarden formaram a banda enquanto cursavam seu primeiro ano na Universidade Wesleyan com o nome The Management. "Nós não estávamos tentando montar uma banda", comentou Goldwasser. "Nós queriamos saír para mostrar a música que gostamos." Experimentaram Noise Rock e Eletrônica antes de se tornarem Pop Psicodélico. Formaram-se em 2005 e excursionaram extensivamente tocando as músicas do EP Time To Pretend, abrindo para a banda de indie rock Of Montreal.

### Início
Foram a programas como o The Late Show with David Letterman em 28 de janeiro e Late Night With Conan O'Brien em 15 de maio, onde tocaram "Time to Pretend". Seu videoclipe Time to Pretend fez relativo sucesso no Brasil, chegando a tocar no Disk MTV. A banda tocou no Brasil em outubro de 2008 pelo festival Tim Festival em Vitória, no Espírito Santo.

### Lollapalooza e o álbum "Congratulations"
Em 8 de agosto de 2010 o MGMT se apresentou no festival estadunidense Lollapalooza, apresentado as músicas do mais recente álbum Congratulations.
Foi um show não muito longo, abrindo com a música "Pieces Of What" e encerrando com a música "Congratulations".
O show contou com um set-list com músicas dos dois primeiros álbuns e do primeiro EP (como MGMT).

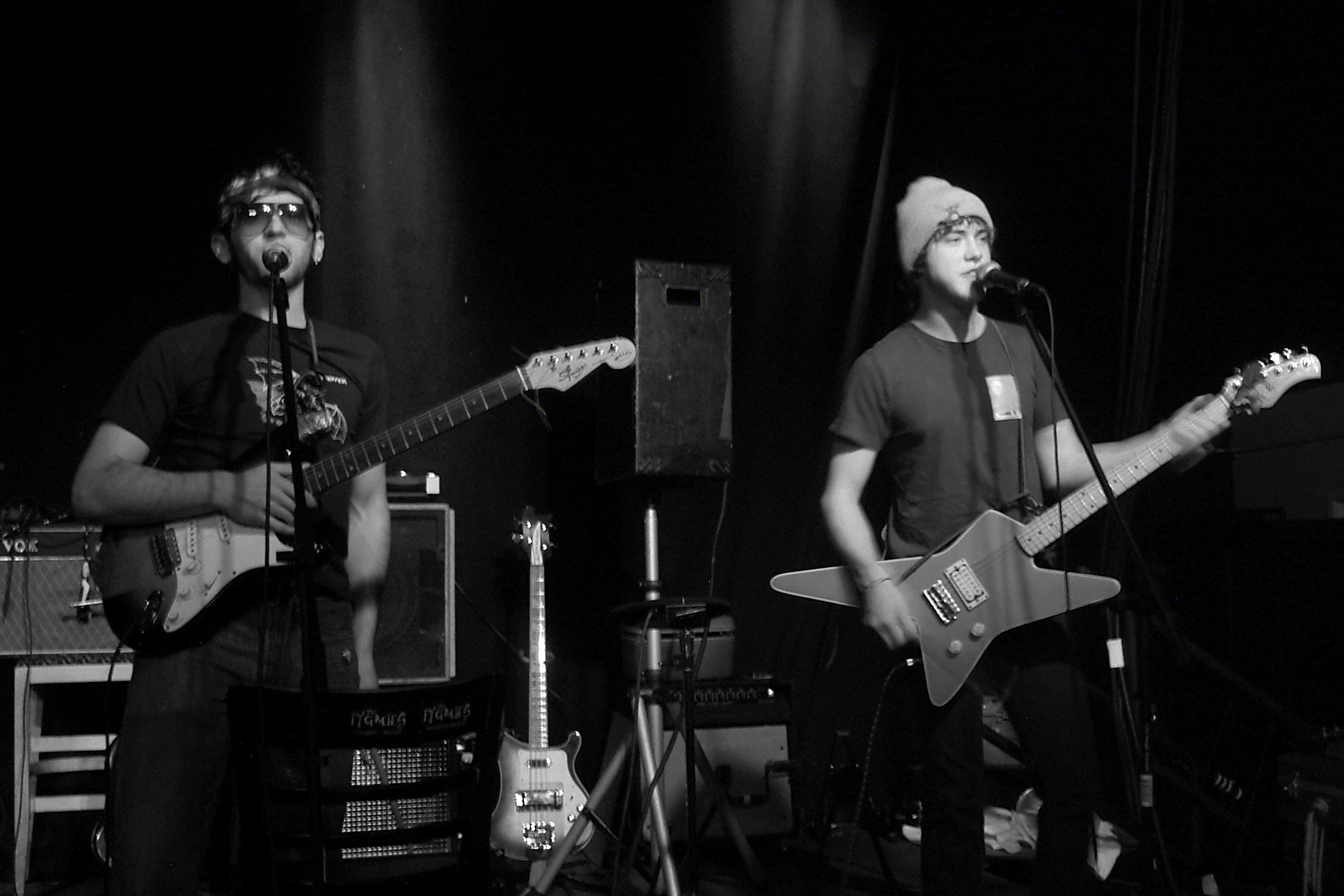
MGMT tocando no Higher Ground em Burlington (Vermont), no final de 2005.

## Integrantes
- Andrew VanWyngarden – vocal, guitarra, teclado, baixo, bateria (2002–presente)
- Ben Goldwasser – vocal, teclado, guitarra (2002–presente)
- Simon Doom – baixo (2018–presente)
- James Richardson – guitarra, vocal de apoio, teclado, percussão (2008–presente)
- Will Berman – bateria, percussão, vocal de apoio (2005, 2008–presente)

## Discografia

### Álbuns de estúdio
- Oracular Spectacular (2007)
- Congratulations (2010)
- MGMT (2013)
- Little Dark Age (2018)
- 11•11•11 (2022)
- Loss of Life (2024)

### EP
- We (Don't) Care (2004)
- Time to Pretend (2005)
- Qu'est-ce que c'est la vie, chaton? (2010)
- We Hear of Love, of Youth, and of Disillusionment (2011)
- Congratulations Remixes (2011)

### Demos
- Climbing to New Lows (2005)

### Singles
- "Time to Pretend" (2008)
- "Electric Feel" (2008)
- "Metanoia" (2008)
- "Kids" (2008)
- "Flash Delirium" (2010)
- "Siberian Breaks" (2010)
- "It's Working" (2010)
- "Congratulations" (2010)
- "Little Dark Age" (2017)
- "When You Die" (2017)
- "Hand It Over" (2018)
- "Me and Michael" (2018)
- "In the Afternoon" (2019)
- "As You Move Through the World" (2020)
- "Mother Nature" (2023)
- "Bubblegum Dog" (2023)
- "Nothing to Declare" (2024)
- "Dancing in Babylon" (feat. Christine and the Queens) (2024)

### Colaborações
- Kid Cudi  – Pursuit of Happiness (2009)
- Flaming Lips  – Embryonic ("Worm Mountain") (2009)
- Cola Boyy - Kid Born in Space (2021)

## Videoclipes
- Time to Pretend
- Electric Feel
- Boogie Down
- Kids
- Flash Delirium
- It's Working
- Congratulations
- All We Ever Wanted Was Everything
- Your Life Is a Lie
- Cool Song No. 2
- Alien Days
- Little Dark Age
- When You Die
- Me and Michael
- In the Afternoon
- Mother Nature
- Bubblegum Dog
- Nothing to Declare
- Dancing in Babylon (feat. Christine and the Queens)